# Fares Ibrahim
Fares Ibrahim Saed Hassouna El-Bakh (ar. فارس إبراهيم حسونة الباخ; ur. 4 czerwca 1998) – katarski sztangista. Medalista olimpijski i mistrzostw świata. 
Na igrzyskach olimpijskich w Tokio w 2020 roku wywalczył złoty medal w wadze półciężkiej. W zawodach tych wyprzedził na podium Wenezuelczyka Keydomara Vallenillę i Antona Plesnoja z Gruzji. W tej samej kategorii wagowej na rozgrywanych w 2019 roku mistrzostwach świata w Pattayi zdobył srebrny medal, a podczas mistrzostw świata w Anaheim dwa lata wcześniej był trzeci. Brał również udział w igrzyskach olimpijskich w Rio de Janeiro w 2016 roku, gdzie zajął siódme miejsce w wadze lekkociężkiej.

## Osiągnięcia
| Rok  | Zawody                      | Miasto         | Miejsce | Kategoria | Wynik  |
| ---- | --------------------------- | -------------- | ------- | --------- | ------ |
| 2016 | Letnie igrzyska olimpijskie | Rio de Janeiro | 7.      | 85 kg     | 361 kg |
| 2017 | Mistrzostwa świata          | Anaheim        | 3.      | 94 kg     | 383 kg |
| 2018 | Mistrzostwa świata          | Aszchabad      | 5.      | 96 kg     | 388 kg |
| 2019 | Mistrzostwa świata          | Pattaya        | 2.      | 96 kg     | 402 kg |
| 2021 | Letnie igrzyska olimpijskie | Tokio          | 1.      | 96 kg     | 402 kg |